# 우이부더
부다페스트 11구(헝가리어: Budapest XI. kerülete), 우이부더(헝가리어: Újbuda)는 헝가리 부다페스트를 구성하는 23개의 구 중 하나다.